# 低音管協奏曲 (莫札特)
B♭大调低音管協奏曲，作品號K. 191，是由沃夫岡·阿瑪迪斯·莫札特創作於1774年，常被用於演出以及研究用的低音管曲目。

## 創作背景
據說莫札特是受貴族演奏家委託才創作。另有學者研究指出，此曲可能當初有三種版本的低音管協奏曲，但最後只留下了第一種版本。雖然當時作曲的手稿早已遺失，但可以確定的是本曲是在1774年6月4日完成。而當年莫札特寫作此曲時才18歲，此亦為他第一部木管樂器協奏曲 。

## 分析
標準的三樂章協奏曲，演奏用時約17分。
1. 快板
2. 慢板
3. 迴旋曲：小步舞曲速度

### 配器
編制上，由獨奏低音管、兩部雙簧管、一部低音管、兩部B♭調（或F調）法國號，以及弦樂的兩部小提琴、兩部中提琴、大提琴和低音大提琴所組成。

### 架構

#### 第1樂章
B♭大調標準的奏鳴曲式，以樂團帶出主題。

#### 第2樂章
F大調、如詩歌般的慢板，其中的主題被用在《費加洛婚禮》第2幕由伯爵夫人演唱的《愛神請賜予憐憫》（Porgi Amor）中。

#### 第3樂章
B♭大調、輪旋曲式，在當時可能是一種跳舞的形式。

## 外部連結
- 《低音管協奏曲 (莫札特)》：谱子和报道（德语），《莫扎特全集》
- 低音管協奏曲 (莫札特)：国际乐谱典藏计划上的乐谱